# 소프트웨어 빌드
컴퓨터 소프트웨어 분야에서 소프트웨어 빌드(software build)는 소스 코드 파일을 컴퓨터나 휴대폰에서 실행할 수 있는 독립(standalone) 소프트웨어 가공물로 변환하는 과정을 말하거나 그에 대한 결과물을 일컫는다. 소프트웨어 빌드에 있어 가장 중요한 단계들 가운데 하나는 소스 코드 파일이 실행 코드로 변환되는 컴파일 과정이다.
컴퓨터 프로그램을 빌드하는 과정은 보통 다른 프로그램을 제어하는 프로그램인 빌드 도구에 의해 관리된다.

## 대표적인 빌드 도구

### C언어
C언어의 경우에는 GCC나 인텔의 빌드 도구를 이용하여 프로그램을 제작하는데, GCC의 경우에는 빠른 컴파일 속도로 인해 많이 사용되는 대표적 컴파일러이며 인텔의 컴파일러의 경우에는 다른 컴퓨터의 이식성에 중심을 두지 않지만 속도에 중심을 둔다.

### 자바(프로그래밍 언어)
자바는 이클립스 (소프트웨어)의 내부 컴파일러와 Javac라는 컴파일러가 있는데, 이클립스 내부 컴파일러의 경우에는 에러 메시지가 발생하더라도 오류를 처리하여 빌드하는 반면, Javac는 모든 오류 사항을 고쳐야 한다.

### 어셈블리(프로그래밍 언어)
Flat Assembler 같은 빌드 도구가 있다.

### 파이썬
파이썬(python)은 빌드시스템(build system)의 자동화를 구현하는 훌륭한 도구이다. 와프(Waf또는 WAF)등이 잘 알려져있다.

## 같이 보기
- 빌드 자동화